# Ellagen

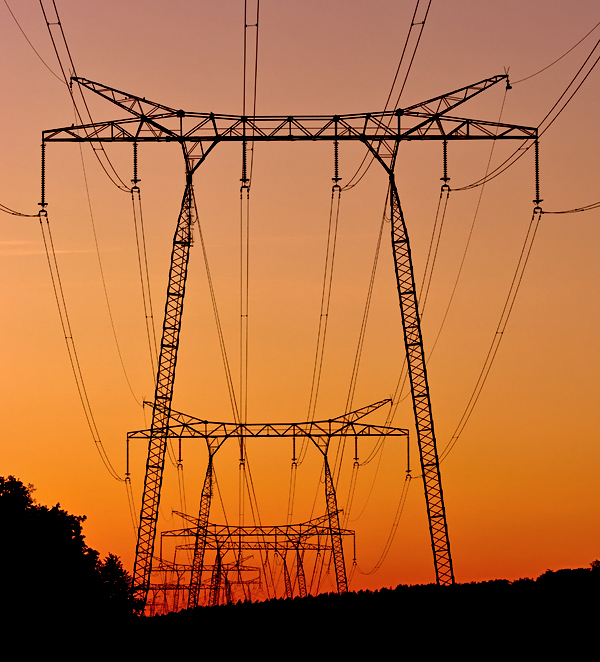
Kraftledningen för 400 kilovolt över Mälaröarna

Ellagen (1997:857) är en svensk lag som trädde i kraft den 1 januari 1998 och innehåller bestämmelser om elnätsverksamhet, ansvaret för det nationella elsystemet och handel med el.

## Lagens struktur
Ellagen har följande kapitel (juni 2023).
- 1 kap. Inledande bestämmelser

- 2 kap. Nätkoncession och ledningar vid trafikleder

- 3 kap. Nätföretag och drift av elnät

- 4 kap. Anslutning till elnätet och överföring av el

- 5 kap. Intäktsram för nätverksamhet

- 6 kap. Mätning av överförd el

- 7 kap. Kommunala elföretag

- 8 kap. Övergripande systemansvar och balansansvar

- 9 kap. Leverans av el och aggregeringstjänster

- 10 kap. Avbrottsersättning

- 11 kap. Avbrytande av överföring av el till konsumenter

- 12 kap. Tillsyn m.m.

- 13 kap. Övriga bestämmelser

## Historik
Ellagen (1997:857) ersatte den gamla ellagen, lagen (1902:71 s. 1), innefattande vissa bestämmelser om elektriska anläggningar. Det materiella innehållet i den nya ellagen baserades på den gamla lagens bestämmelser om nätkoncession, nätverksamhet och nättariffer, skyddsåtgärder och skadestånd, elsäkerhetsåtgärder, tillsyn med mera. De delar av ellagstiftningen som hade införts till följd av 1995 års elmarknadsreform fördes över till den nya lagen i huvudsak oförändrade.
Elmarknadsreformen hade som huvudprincip att åstadkomma en "klar boskillnad" mellan å ena sidan produktion och försäljning av el och å andra sidan överföring av el (nätverksamhet). Produktionen och försäljningen av el ska ske i konkurrens, medan nätverksamheten som är ett naturligt monopol regleras och övervakas på ett särskilt sätt. Avsikten var att härigenom skapa förutsättningar för en effektiv prisbildning på elmarknaden.
Ellagen har genomgått omfattande ändringar sedan den trädde i kraft 1998, i stor utsträckning för att genomföra EU:s elmarknadsdirektiv. Bestämmelserna om elsäkerhet, som från början fanns i lagens nionde kapitel, har flyttats till elsäkerhetslagen (2016:732), som trädde i kraft den 1 juli 2017.

## Myndigheter

### Nätmyndigheten
Enligt ellagen ska den myndighet som regeringen utser vara nätmyndighet. Nätmyndigheten ska bland annat kunna pröva frågor om nätkoncession och utöva tillsyn över elnätsavgifterna. För närvarande är Energimarknadsinspektionen nätmyndighet.

### Den systemansvariga myndigheten
Det ska vidare finnas en systemansvarig myndighet som har det övergripande ansvaret för att elektriska anläggningar samverkar driftsäkert så att balans inom hela eller delar av Sverige kortsiktigt upprätthålls mellan produktion och förbrukning av el. Denna uppgift fullgörs av Affärsverket svenska kraftnät (Svenska kraftnät).

### Tillsyn över driftsäkerhet
Tillsynen över efterlevnaden av ellagen och av föreskrifter eller villkor som har meddelats i anslutning lagen utövas när det gäller frågor om driftsäkerheten hos det nationella elsystemet av den eller de myndigheter som regeringen bestämmer. Svenska kraftnät svarar för sådan tillsyn.

## Nätkoncession
I 2 kap. ellagen finns bestämmelser om tillstånd att bygga eller använda starkströmsledningar (nätkoncession). En elektrisk starkströmsledning får enligt huvudregeln inte byggas eller användas utan nätkoncession. En nätkoncession ska avse en ledning med i huvudsak bestämd sträckning (nätkoncession för linje) eller ett ledningsnät inom ett visst område (nätkoncession för område). Bestämmelser om undantag från kravet på nätkoncession finns i förordningen (2007:215) om undantag från kravet på nätkoncession enligt ellagen (1997:857), som ibland kallas IKN-förordningen.
Frågor om nätkoncession prövas i de flesta fall av Energimarknadsinspektionen. När gäller vissa ledningar, framför allt utlandsförbindelser, fattas beslutet dock av regeringen. Bestämmelser om ansökan och handläggning av ärenden om nätkoncession finns i förordningen (2021:808) om nätkoncession.

## Nätverksamhet

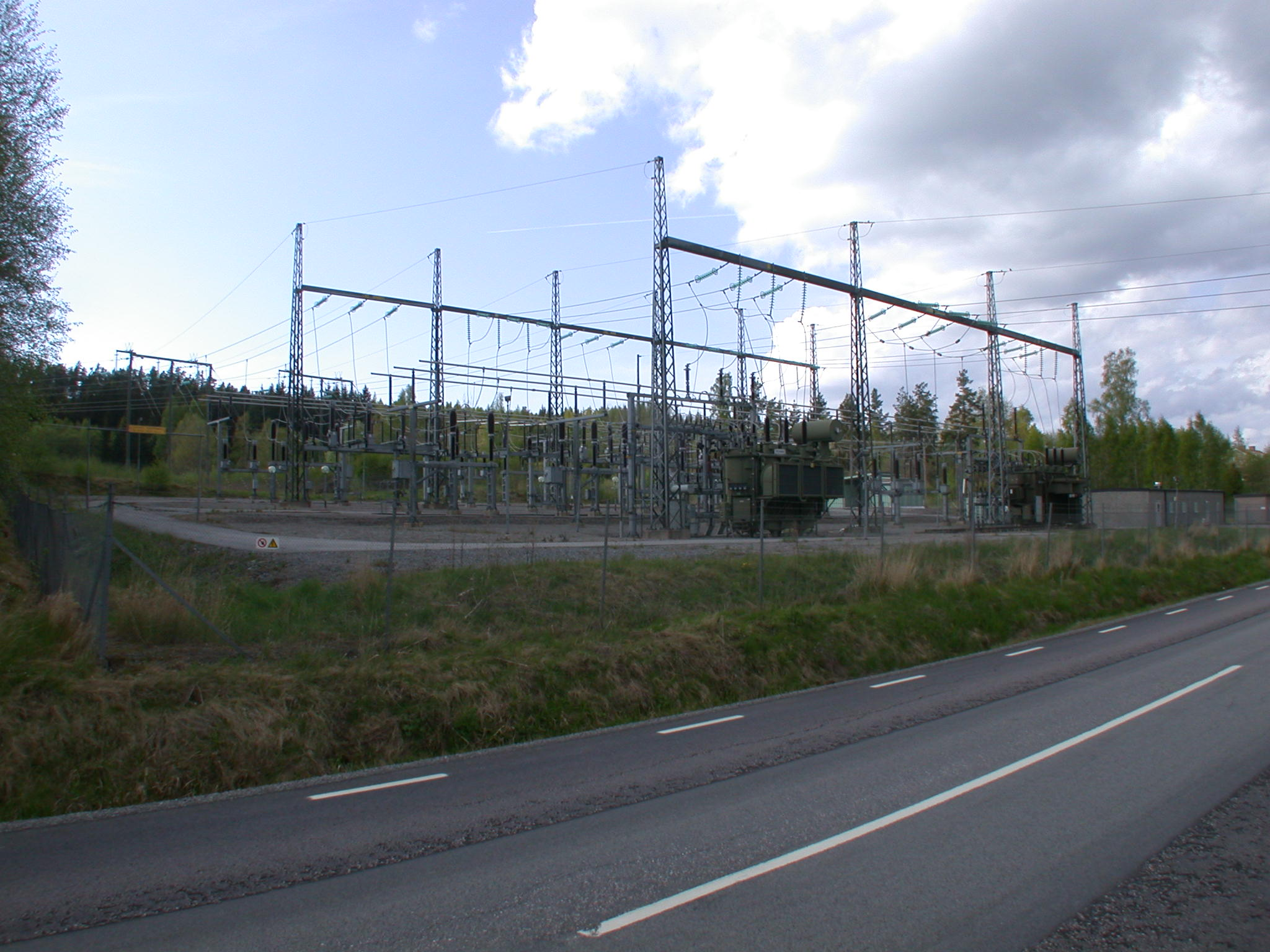
Ett ställverk.

Med nätverksamhet avses att med stöd av en nätkoncession ställa en starkströmsledning till förfogande för överföring av el för någon annans räkning och vidta de åtgärder som behövs för överföringen. Den som bedriver nätverksamhet betecknas i lagen som nätföretag. Bestämmelser om hur nätverksamhet ska bedrivas finns i 3 och 4 kap. ellagen. Förordningen (2022:585) om elnätsverksamhet innehåller bestämmelser om nätverksamhet i anslutning till lagen. När det gäller redovisning och revision av nätverksamhet finns anslutande bestämmelser i förordningen (1995:1145) om redovisning av nätverksamhet.

### Nätföretagets grundläggande skyldigheter
Ett nätföretag ska i fråga om sitt elnät ansvara för
- drift och underhåll,

- utbyggnad vid behov,

- eventuella anslutningar till andra ledningsnät,

- att nätet är säkert, tillförlitligt och effektivt, och

- att nätet på lång sikt kan uppfylla rimliga krav på överföring av el.[15]

### Avgränsning och åtskillnad av elnätsverksamhet
Den svenska elmarknaden bygger på en uppdelning mellan elnätsverksamheten, som är ett så kallat naturligt monopol, å ena sidan och den konkurrensutsatta produktionen av och handeln med el å den andra. I 3 kap. ellagen finns därför bestämmelser om avgränsning och åtskillnad av nätverksamhet. Ett nätföretag får som utgångspunkt inte bedriva någon annan verksamhet än nätverksamhet. När det gäller distributionsnätsföretag, alltså företag som innehar ett lokalnät eller ett regionnät, finns det bestämmelser om så kallad funktionell åtskillnad, som avser fall då ett nätföretag ingår i samma koncern som företag som bedriver produktion eller handel. Ett distributionsnätsföretag som ingår i en koncern vars samlade elnät har minst 100 000 elanvändare ska till sin organisation och sitt beslutsfattande vara åtskilt från företag som producerar eller handlar med el. Ett transmissionsnätsföretag som Svenska kraftnät ska vara oberoende av företag som producerar eller handlar med el eller naturgas.
När det gäller transmissionsnätsföretag finns det dessutom ett särskilt certifieringsförfarande för att se till att åtskillnadskraven är uppfyllda. Bestämmelserna finns i lagen (2011:710) om certifiering av transmissionsnätsföretag för el och förordningen (2011:714) om certifiering av transmissionsnätsföretag för el.

### Skyldighet att ansluta anläggningar och överföra el
Den som har en nätkoncession ska på objektiva, icke-diskriminerande och i övrigt skäliga villkor ansluta en elektrisk anläggning till ledningen eller ledningsnätet, om innehavaren av den elektriska anläggningen begär att den ska anslutas. Nätkoncessionshavaren är vidare skyldig att överföra el för någon annans räkning på objektiva, icke-diskriminerande och i övrigt skäliga villkor.

### Särskild förvaltning och inlösen
Om ett nätföretag inte fullgör sina skyldigheter enligt ellagen kan, som yttersta åtgärder, verksamheten ställas under särskild förvaltning eller lösas in av staten enligt lagen (2004:875) om särskild förvaltning av vissa elektriska anläggningar.

## Nätföretagens avgifter
Avgiften för anslutning till en ledning eller ett ledningsnät ska utformas så att nätkoncessionshavarens skäliga kostnader för anslutningen täcks. Särskild hänsyn ska tas till anslutningspunktens geografiska läge och den avtalade effekten i anslutningspunkten. Ett nätföretag ska utforma sina avgifter för överföring av el på ett sätt som är förenligt med ett effektivt utnyttjande av elnätet och en effektiv elproduktion och elanvändning.
I femte kapitlet finns bestämmelser om elnätsföretagens intäkter. Från och med år 2012 är nätföretagens intäkter att föremål för en förhandsreglering, som innebär att företagets samlade intäkter från nätverksamheten under en tillsynsperiod, som i normalfallet ska vara fyra år, ska hålla sig inom en i förväg fastställd intäktsram. Ytterligare föreskrifter finns i förordningen (2018:1520) om intäktsram för elnätsverksamhet.

## Mätning av överförd el
Ett nätföretag ska mäta och registrera mängden överförd el. Bestämmelser om detta finns i lagens sjätte kapitel och i förordningen (1999:716) om mätning, beräkning och rapportering av överförd el. Mätningen ligger bland annat till grund för elleverantörernas debitering av kunderna.

## Leverans av el
I 9 kap. ellagen finns bestämmelser om leverans av el och aggregeringstjänster. I förordningen (2023:242) om leverans av el och aggregeringstjänster finns bestämmelser som ansluter till lagen. Med elleverantör avses i ellagen den som yrkesmässigt levererar el, det vill säga den som säljer elen till elanvändaren.
Som en utgångspunkt ska den som vill ta ut el i en uttagspunkt ingå ett avtal med en elleverantör. Nätföretaget ska anvisa en elleverantör till en elanvändare som saknar ett leveransavtal. Den situationen kan uppkomma om exempelvis någon flyttar till en ny bostad och börjar använda el utan att ingå ett avtal med en elleverantör.
En elleverantör som levererar el till en elanvändare i en uttagspunkt är, oavsett vad som avtalats, skyldig att fortsätta leverera el till dess
- elanvändaren slutar att ta ut el i uttagspunkten,
- någon annan elleverantör börjar leverera el till elanvändaren i uttagspunkten, eller
- överföringen av el får avbrytas på grund av att elanvändaren har åsidosatt sina skyldigheter gentemot elleverantören.[32]

## Avbrottsersättning
I 10 kap. ellagen finns bestämmelser om avbrottsersättning. Om överföringen av el avbryts helt under en sammanhängande period om minst tolv timmar har elanvändaren rätt till sådan ersättning. Avbrottsersättningen ska betalas av den som har koncession för det elnät till vilket elanvändaren är direkt ansluten.

## Avbrytande av överföring av el till konsumenter
I 11 kap. ellagen finns särskilda bestämmelser om avbrytande av överföringen av el till konsumenter. Med konsument avses i ellagen en fysisk person som el överförs eller levereras till huvudsakligen för ändamål som faller utanför näringsverksamhet. Avtalsvillkor som i jämförelse med bestämmelserna i kapitlet är till nackdel för konsumenten är utan verkan mot denne.

## Myndighetsföreskrifter
Det finns ett stort antal myndighetsföreskrifter som ansluter till regleringen i ellagen, framför allt i Energimarknadsinspektionens författningssamling (EIFS).

### Lagar
- Lagen (1902:71 s.1), innefattande vissa bestämmelser om elektriska anläggningar (gamla ellagen)
- Ellagen (1997:857)
- Lagen (2004:875) om särskild förvaltning av vissa elektriska anläggningar
- Lagen (2011:710) om certifiering av transmissionsnätsföretag för el

### Förordningar
- Förordningen (1995:1145) om redovisning av nätverksamhet
- Förordningen (1999:716) om mätning, beräkning och rapportering av överförd el
- Förordningen (2007:215) om undantag från kravet på nätkoncession enligt ellagen (1997:857)
- Förordningen (2007:1119) med instruktion för Affärsverket svenska kraftnät
- Förordningen (2011:714) om certifiering av transmissionsnätsföretag för el
- Förordningen (2018:1520) om intäktsram för elnätsverksamhet
- Förordningen (2021:808) om nätkoncession
- Förordningen (2022:585) om elnätsverksamhet
- Förordningen (2023:241) om det nationella elsystemet
- Förordningen (2023:242) om leverans av el och aggregeringstjänster

### Propositioner
- Regeringens proposition 1993/94:162 Handel med el i konkurrens. https://www.riksdagen.se/sv/dokument-och-lagar/dokument/proposition/handel-med-el-i-konkurrens_gh03162/

- Regeringens proposition 1996/97:136 Ny ellag. https://www.riksdagen.se/sv/dokument-och-lagar/dokument/proposition/ny-ellag_gk03136/html/

- Regeringens proposition 1998/99:137 Införande av schablonberäkning på elmarknaden, m.m.. https://www.regeringen.se/contentassets/eca84a1e9edb4b7d91daf3bacbc8bf18/inforande-av-schablonberakning-pa-elmarknaden-m.m

- Regeringens proposition 2017/18:237  Elmarknadsfrågor. https://www.regeringen.se/contentassets/67e2a861e21648d28c8422c6c6f864e9/elmarknadsfragor-prop.-201718237

- Regeringens proposition 2020/21:188  Moderna tillståndsprocesser för elnät. https://www.regeringen.se/contentassets/757332217d104892a121f29dd6b39917/prop.-202021188-moderna-tillstandsprocesser-for-elnat.pdf

- Regeringens proposition 2021/22:153 Genomförande av elmarknadsdirektivet när det gäller nätverksamhet. https://www.regeringen.se/contentassets/e2b372468be741228c34cc257302d093/genomforande-av-elmarknadsdirektivet-nar-det-galler-natverksamhet-prop.-202122153

- Regeringens proposition 2022/23:59 Genomförande av elmarknadsdirektivet när det gäller leverans av el och aggregeringstjänster. https://www.regeringen.se/contentassets/2631b615cd364a4ea9c2e1367940954d/genomforande-av-elmarknadsdirektivet-nar-det-galler-leverans-av-el-och-aggregeringstjanster-prop.-20222359.pdf

### Annat offentligt tryck
- Regeringskansliet, Miljö- och energidepartementet. Elmarknadslag (Ds 2017:44). https://www.regeringen.se/rattsliga-dokument/departementsserien-och-promemorior/2017/09/ds-201744/